# Darin Ruf
Darin Cortland Ruf (ur. 28 lipca 1986) – amerykański baseballista występujący na pozycji pierwszobazowego w Samsung Lions.

## Przebieg kariery
Ruf studiował na Creighton University, gdzie w latach 2006–2008 grał w drużynie uniwersyteckiej Creighton Bluejays. W 2009 został wybrany w dwudziestej rundzie draftu przez Philadelphia Phillies i początkowo występował w klubach farmerskich tego zespołu, między innymi w Reading Phillies, reprezentującym poziom Double-A. W sezonie 2012 zwyciężając w Eastern League w klasyfikacji pod względem liczby zdobytych home runów (37) i zaliczonych RBI (98), mając najlepszy slugging percentage (0,629) i on-base percentage (1,041), został wybrany najbardziej wartościowym zawodnikiem i najlepszym debiutantem tej ligi.
W Major League Baseball zadebiutował 14 września 2012 w meczu przeciwko Houston Astros jako pinch hitter. 25 września 2012 w spotkaniu z Washington Nationals zdobył pierwszego w MLB home runa.
11 listopada 2016 w ramach wymiany zawodników przeszedł do Los Angeles Dodgers, jednak w lutym 2017 podpisał kontakt z koreańskim zespołem Samsung Lions.